# 3915 Фукушима
3915 Фукушима (енгл. 3915 Fukushima) је астероид главног астероидног појаса. Приближан пречник астероида је 20,38 ,
а средња удаљеност астероида од Сунца износи 2,438 астрономских јединица (АЈ).
Инклинација (нагиб) орбите у односу на раван еклиптике је 14,440 степени, а орбитални период износи 1391,196 дана (3,808 године). Ексцентрицитет орбите астероида износи 0,039.
Апсолутна магнитуда астероида износи 12,20 а геометријски албедо 0,056.
Астероид је откривен 15. августа 1988. године.